# ظهره السادة (إب)
ظهره السادة هي إحدى قرى عزلة ثواب اعلى بمديرية إب التابعة لمحافظة إب، بلغ تعداد سكانها 266 نسمة حسب تعداد اليمن لعام 2004.